# F.A.M.E. (Chris Brown)
F.A.M.E. è il quarto album studio del cantante statunitense Chris Brown, pubblicato il 18 marzo 2011 dalla Jive Records e in Italia il 22 marzo 2011.. Brown ha lavorato con numerosi produttori discografici e compositori per questo album, fra i quali si possono citare Benny Benassi, DJ Frank E, Kevin McCall e Diplo fra gli altri.
L'album è stato complimentato dalla critica per la sua poliedricità musicale, ottenendo anche un'ottima risposta commerciale nelle vendite complessive e dei singoli estrattone, diventando uno dei progetti più iconici di Brown.
L'album è stato premiato miglior album R&B in occasione dei Grammy Awards 2012.

## Etimologia
Il 18 settembre del 2010 Brown annunciò che l'album si sarebbe intitolato F.A.M.E. (tradotto fama), che sarebbe acronimo di due frasi, Forgiving All My Enemies (Perdonare tutti i miei nemici) e Fans Are My Everything (I fan sono il mio tutto).

## Produzione e sviluppo
Nel settembre del 2010 Kevin McCall rivelò che Brown aveva già iniziato a lavorare per un nuovo album, dicendo anche di aver già registrato qualche brano con Brown e Timbaland. Brown inoltre confermò il giorno di Natale del 2010 la presenza nell'album di una collaborazione con Justin Bieber. Inoltre annunciò una possibile collaborazione con Bruno Mars.

Descrivendo l'album Brown in un'intervista per MTV lo descrisse dicendo: 

## Composizione musicale
L'album combina in sé diversi generi tra cui R&B, pop, hip hop, reggae e europop. Il brano che apre l'album, Deuces è un brano urban che parla di una relazione finita, con uno stile più volte paragonato a quello di artisti come Bobby Brown e Usher. Next 2 You, con Justin Bieber, e Should've Kissed You  sono canzoni d'amore con uno stile pop melodico, e la terza traccia No Bullshit è una slowjam R&B con una strumentazione dolce e lenta. Yeah 3X e Beautiful People sono entrambi brani con influenze europop ed electro house. Look at Me Now invece si differenzia per il suo inciso stile dirty south. La quinta traccia She Ain't You campiona il brano di Michael Jackson del 1983 Human Nature, e il brano delle SWV del 1992 Right Here. Il brano All Back è invece una ballata di genere soft rock, che ricevette paragoni a brani di Ryan Tedder. Say It With Me e Oh My Love sono brani dove l'artista rivisita le sue abilità nel rap, aggiungendo influenze rock e R&B, infine il brano Bomb con Wiz Khalifa è un brano reggae con forti bassi e influenze hip-hop, e ciò lo ha portato a paragoni con lavori di Beenie Man.

## Ricezione della critica
Il disco ha ricevuto una buona risposta dalla critica musicale, venendo considerato uno dei migliori lavori dell'artista grazie alla sua poliedricità musicale. Andy Kellman di AllMusic ha definito l'album come "il progetto che ha salvato la sua carriera dopo l'incidente con Rihanna", lodando i singoli Deuces, No Bullshit e Look at Me Now, citando i brani All Back e Say It with Me come i migliori momenti del disco. Jody Rosen di Rolling Stone ha lodato la varietà delle produzioni nel disco, dicendo che a differenza di Graffiti nell'album l'artista si è focalizzato nel fare buona musica piuttosto che mostrare la sua innocenza. Brad Wete di Entertainment Weekly lo ha definito il miglior album di Brown, citando Oh My Love e No Bullshit come brani migliori del disco.

## Tour
Per promuovere l'album Brown ha organizzato il F.A.M.E. Tour che è partito in Australia il 20 aprile 2011. Nelle date americane, il tour è stato aperto dai cantanti e rapper statunitensi Kelly Rowland, T-Pain, Bow Wow e Tyga.

## Tracce
1. Deuces (featuring Tyga e Kevin McCall) - 4:36
2. Up 2 You - 4:07
3. No Bullshit - 4:07
4. Look at Me Now (featuring Busta Rhymes e Lil Wayne) - 3:42
5. She Ain't You - 4:08
6. Say It With Me - 3:01
7. Yeah 3X - 4:01
8. Next 2 You (featuring Justin Bieber) - 4:25
9. All Back - 4:26
10. Wet the Bed (featuring Ludacris) - 4:26
11. Oh My Love - 4:44
12. Should've Kissed You - 4:24
13. Beautiful People (featuring Benny Benassi) - 3:46

Tracce bonus dell'edizione Deluxe
1. Bomb (featuring Wiz Khalifa) - 3:33
2. Love Them Girls (featuring The Game) - 3:11
3. Paper, Scissors, Rock (featuring Timbaland e Big Sean) - 3:46
4. Beg for It - 3:44
5. Champion (con Chipmunk) - 3:57

Tracce bonus dell'edizione Deluxe Team Breezy
1. All About You - 3:15

Tracce bonus dell'edizione Deluxe giapponese
1. Talk Ya Ear Off

## Classifiche
| Classifica (2011) | Posizione più alta |
| ----------------- | ------------------ |
| Australia         | 3                  |
| Belgio (Fiandre)  | 33                 |
| Belgio (Vallonia) | 51                 |
| Canada            | 6                  |
| Danimarca         | 33                 |
| Germania          | 39                 |
| Paesi Bassi       | 16                 |
| Francia           | 44                 |
| Irlanda           | 8                  |
| Nuova Zelanda     | 7                  |
| Spagna            | 76                 |
| Regno Unito       | 10                 |
| Stati Uniti       | 1                  |
| Stati Uniti (R&B) | 1                  |
| Svizzera          | 34                 |